# Ruta Provincial 36 (Buenos Aires)
La Ruta Provincial 36 es una carretera pavimentada de 155 km ubicada en el este de la Provincia de Buenos Aires, Argentina, que une el Riachuelo en la ciudad de Avellaneda y el empalme con la Ruta Provincial 11, junto a la Bahía Samborombón, 7 km al sudeste de Pipinas.
Esta ruta permite el acceso a las localidades de la costa atlántica desde el Área Metropolitana de Buenos Aires pagando menos peaje, por lo que se genera gran tránsito en la temporada estival, Semana Santa y fines de semana largos.

## Localidades
Las ciudades y pueblos por los que pasa esta ruta de noroeste a sudeste son:
- Partido de Avellaneda (kilómetro 0-8): Avellaneda (km 1), Crucecita (km 2), Sarandí (kilómetro 4), Villa Domínico (km 6) y Wilde (km 7).
- Partido de Quilmes (km 8-16): Bernal (km 10), Quilmes (km 13) y límite entre Quilmes y Ezpeleta (km 16).
- Límite entre partidos de Quilmes y Florencio Varela (km 16-17): límite entre Florencio Varela y Ezpeleta (km 17).
- Límite entre partidos de Berazategui y Florencio Varela (km 17-21): Cruce Varela (km 18) y límite entre Florencio Varela y Berazategui (km 19-21).
- Partido de Florencio Varela (km 21-28): Zeballos (km 22), Bosques (km 24) e Ingeniero Juan Allan (km 27).
- Límite entre partidos de Berazategui y Florencio Varela (km 28-31): Pereyra (km 29-30), Ingeniero Juan Allan (km 30), Juan María Gutiérrez (km 28-29) y El Pato (km 30-31).
- Partido de Berazategui (km 31-35): El Pato (km 33).
- Partido de La Plata (km 35-69): Límite entre El Peligro y Arturo Seguí (km 35-41), límite entre Abasto y Melchor Romero (km 41-49), Lisandro Olmos (km 50), límite entre Lisandro Olmos y Los Hornos (km 51-64) y límite entre Los Hornos y Poblet (km 64-69).
- Partido de Magdalena (km 69-99): No hay localidades.
- Límite entre los partidos de Magdalena y Punta Indio (km 99-102): No hay localidades.
- Partido de Magdalena (km 102-108): Vieytes (km 105).
- Límite entre los partidos de Magdalena y Punta Indio (km 108-112): No hay localidades.
- Partido de Punta Indio (km 112-155): Álvarez Jonte (km 117), Las Tahonas (km 124), Verónica (km 130) y Pipinas (km 146).

## Recorrido
A continuación se muestra en el esquema los cruces con calles y avenidas importantes, y todas las rutas, ferrocarriles, puentes  y divisiones presentes en el trayecto. Esta ruta se encuentra en superposición con la Autovía 2 en el tramo entre Juan María Gutiérrez y El Pato en el Partido de Berazategui.

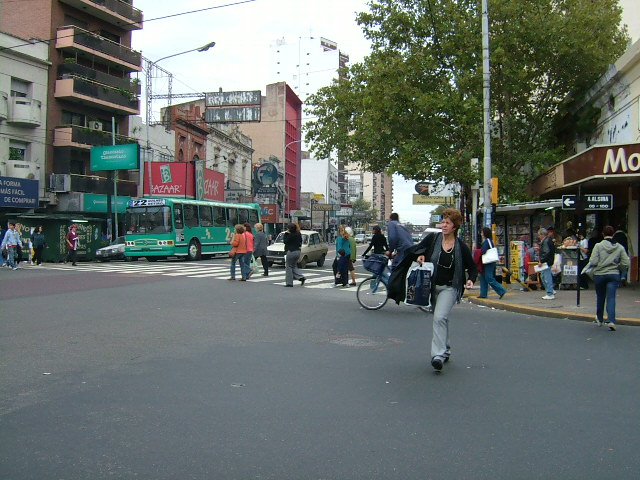
Avenida Mitre y Alsina

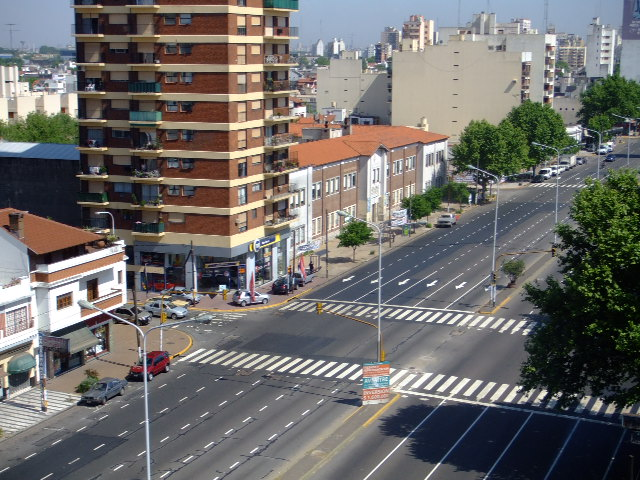
Avenida Mitre en Crucesita

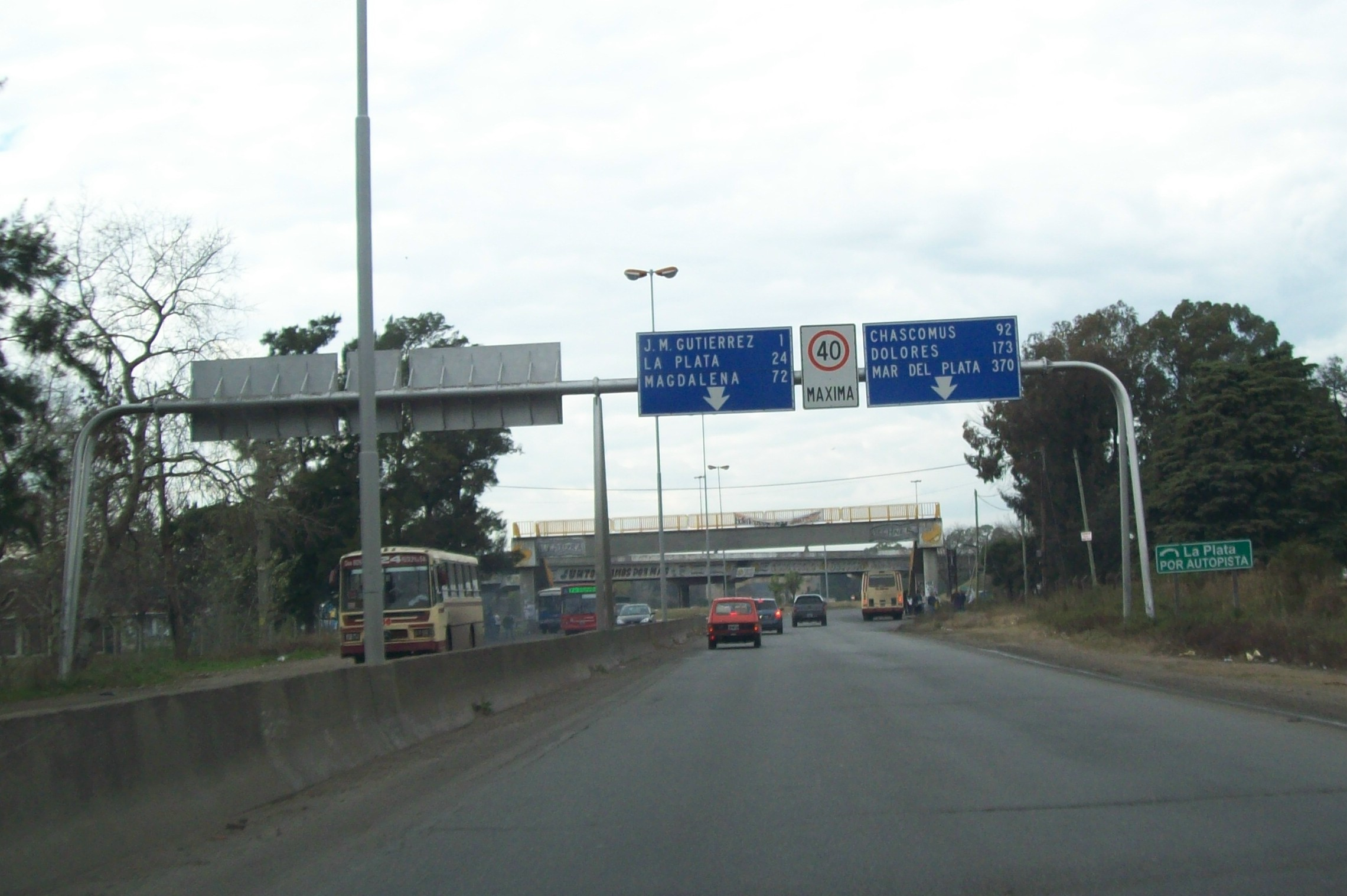
Ruta Provincial 36 cerca de la Rotonda Juan María Gutiérrez.

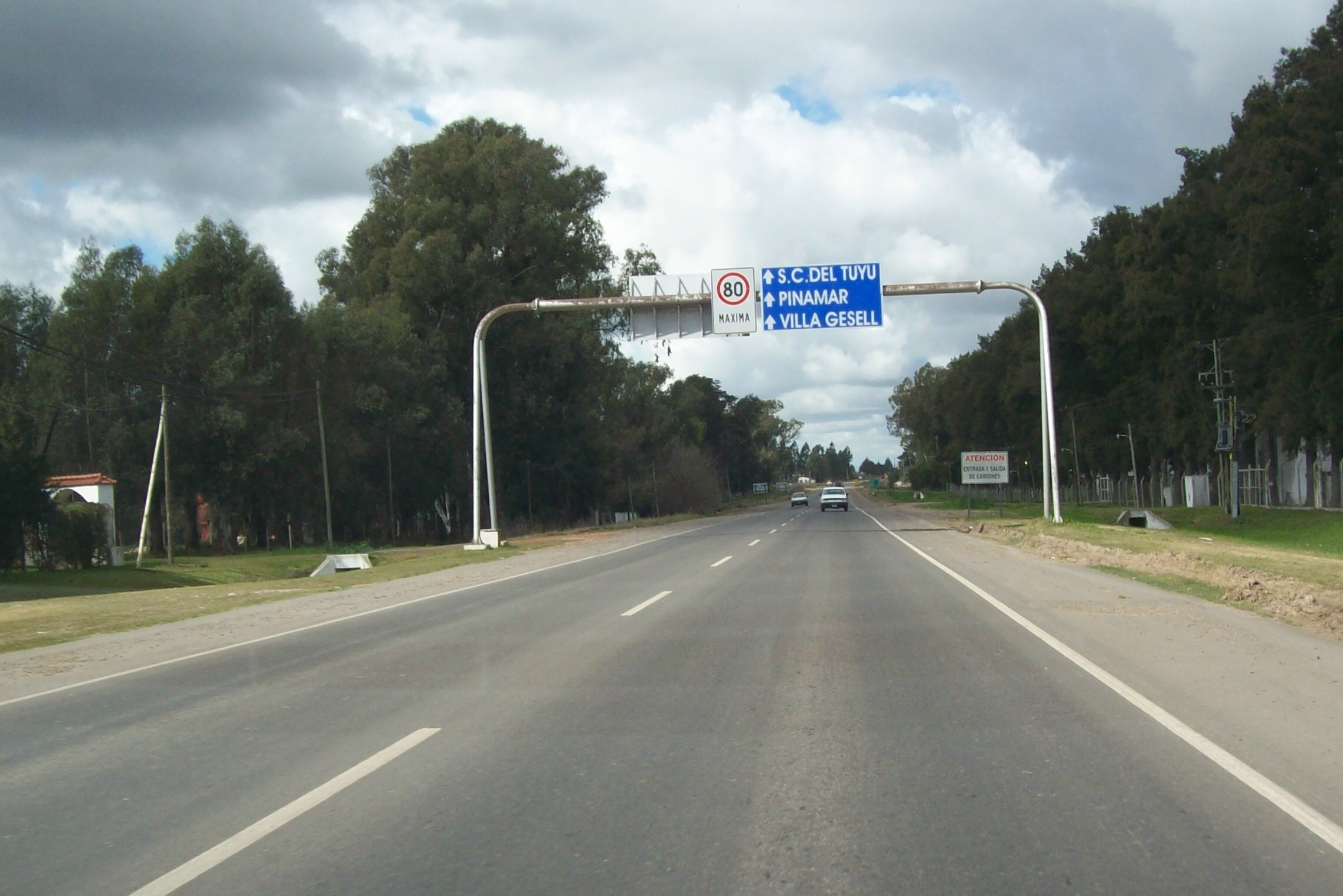
Ruta Provincial 36 en El Pato

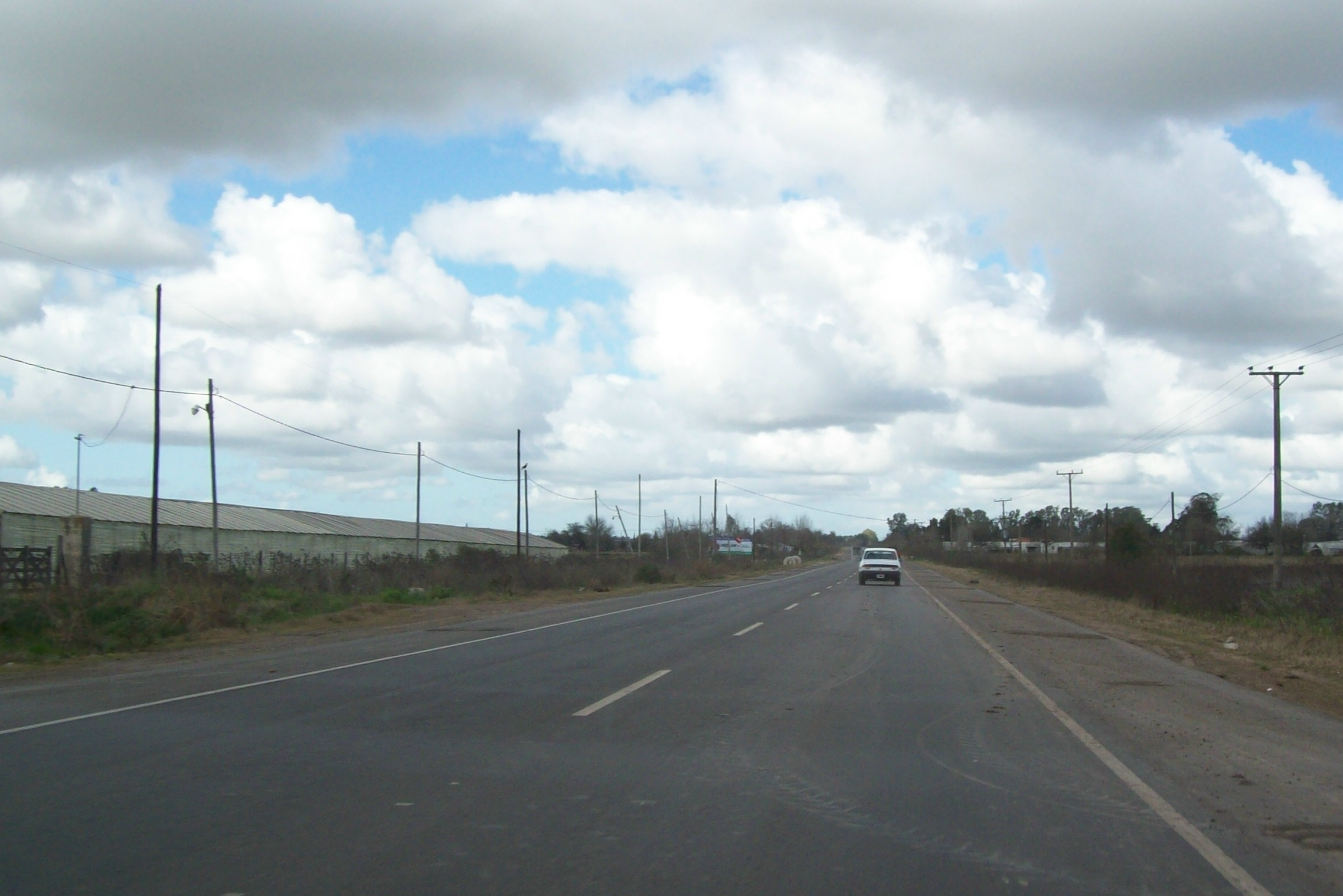
Localidad de Colonia Urquiza

|  |  | RM |

|  | WASSERq | RMoW2 | WASSERq |

|  | RMq | RMItu1eq |  |

|  | STR+l | ABZgr |  |

| STRq | KRZ | TEEeq |  |

|  | TEEaq | TEEeq |  |

|  | CONTf | STR |  |

|  |  | SKRZ-Gu |

|  | STRq | TEEeq |  |

|  |  | RM |

|  | STRq | RMKRZ | STRq |

| lDAMPF |  | SKRZ-Moq |  |

|  | STRq | RMKRZ | STRq |

|  |  | RM |

|  | STRq | RMTEEeq |  |

|  | STRq | RMKRZ | STRq |

|  |  | RM |

|  | STRq | RMKRZ | STRq |

|  | STRq | RMKRZ | STRq |

|  |  | ABZgl | STR+r |

|  | STRq | KRZ | KRZ |

|  |  | TEEaq | KRZ |

|  |  | STR | CONTf |

|  | STRq | KRZ | STRq |

|  |  | STR | STR+l |

|  | STRq | KRZ | ABZqr |

|  | STRq | KRZ | STRq |

|  | STRq | KRZ | STRq |

|  | STRq | KRZ | STRq |

|  | STRq | KRZ | STRq |

|  | STRq | KRZ | STRq |

|  |  | STR |

|  |  | TEEaq | STRq |

|  | STRq | KRZ | STRq |

|  | STRq | KRZ | STRq |

|  | STRq | RMKRZ | STRq |

|  | STRq | RMIcu | STRq |

|  | STRq | RMKRZ | STRq |

|  | STRq | RMKRZ | STRq |

|  |  | RM |

|  | STRq | RMKRZ | STRq |

|  | WASSERq | RMoW2 | WASSERq |

|  | STRq | RMKRZ | STRq |

| lDAMPF |  | SKRZ-Muq |  |

|  |  | RM |

|  | WASSERq | RMoW2 | WASSERq |

|  | RMq | MWNODE | RMq |

|  |  | RM |

|  |  | SKRZ-Muq |

|  |  | RMIdo | STR+r |

|  |  | RMCONTf | STR |

|  |  | STR+l | STRr |

|  | WASSERq | WBRÜCKE1 | WASSERq |

|  | WASSERq | WBRÜCKE1 | WASSERq |

|  | WASSERq | WBRÜCKE1 | WASSERq |

|  |  | STR |

|  |  | SKRZ-GBUE |

|  | WASSERq | WBRÜCKE1 | WASSERq |

|  | STRq | TBHF | STRq |

|  |  | STR |

|  | STRq | TBHF | STRq |

|  |  | SKRZ-GBUE |

|  |  | TEEaq | STRq |

|  |  | SKRZ-GBUE |

|  | WASSERq | WBRÜCKE1 | WASSERq |

|  | WASSERq | WBRÜCKE1 | WASSERq |

|  |  | SKRZ-GBUE |

|  |  | STR |

|  | STRq | TEEeq |  |

|  |  | STR |

|  | WASSERq | WBRÜCKE1 | WASSERq |

|  |  | STR |

|  | STRq | TBHF | STRq |

|  |  | STR |

|  |  | SKRZ-GBUE |

|  |  | STR |

|  | CONTgq | ABZqlr | CONTfq |

## Nombres de avenidas
Como esta ruta pasa por travesías urbanas, las diferentes municipalidades le dan diferentes nombres según el partido que atraviesa:
- Partido de Avellaneda: Avenida Presidente Bartolomé Mitre
- Partido de Quilmes: Avenida Los Quilmes y Avenida Calchaquí
- Límite entre partidos de Quilmes y Florencio Varela: Avenida Calchaquí
- Límite entre partidos de Florencio Varela y Berazategui: Avenida Calchaquí
- Partido de Florencio Varela: Avenida Calchaquí
- Partido de Berazategui: Avenida El Pato
- Partido de La Plata: Calle 191

### Avenida Mitre
La Avenida Presidente Bartolomé Mitre ha tenido varios nombres en su historia:
1. Camino al Sud: se lo toma en 1611 por el hecho de cruzar el Riachuelo y conocer las nuevas tierras.
2. Camino Real al Sud.
3. Calle Real de la Campaña al Sud.
4. Camino de Buenos Aires a la Pampa
5. General Bartolomé Mitre: se le dio este nombre alrededor del año 1860.
6. Avenida Eva Perón
7. Avenida Presidente Bartolomé Mitre.